# 下り坂
下り坂（くだりざか、Cuesta abajo）は、カルロス・ガルデル作曲のタンゴ。

## 概要
1934年発表の曲。同名のガルデル主演の映画の挿入曲。
アルフレド・レ・ペラ（Alfredo Le Pera）作詞の歌詞がついている。歌としてのタンゴということで人気がある。
リベルタ・ラマルケや、最近では、プラシド・ドミンゴも、カヴァーしている。
YouTubeにも、カルロス・ガルデル歌唱の動画や、いくつか、アップロードされている。